# Mošćenička Draga
Mošćenička Draga (olaszul: Draga di Moschiena) falu és község Horvátországban, Tengermellék-Hegyvidék megyében. Közigazgatásilag Brseč, Donje Selo, Golovik, Grabrova, Kalac, Kraj, Martina, Mošćenice, Obrš, Sučići, Sveta Jelena, Sveti Anton, Sveti Petar és Zagore települések tartoznak hozzá.

## Fekvése
Fiume központjától 18 km-re délnyugatra, a Tengermelléken, az Isztriai-félsziget keleti részén, az Učka-hegység keleti lábánál a tengerparton fekszik. A község területe mélyen benyúlik az Učka Nemzeti Park területébe.

## Története
Mošćenička Draga eredetileg a szomszédos Mošćenice város halászkikötője volt. Első írásos említése még 1436-ban Santa Marina kikötőjeként történt. Lakosságának száma akkor növekedett meg, amikor Mošćenice és a környékbeli falvak lakói a halászatból való megélhetés miatt települtek ide. A 19. század végétől az Abbáziában üdülő vendégek kocsijaikkal gyakran tettek kirándulásokat ebbe a romantikus öbölbe. Ebben az időben kezdtek itt villákat építeni, először csak éjszakai szállás céljából. Az itteni turizmus kezdetét az Armanda család azonos nevű szállodájának felépítése jelentette a település központjában. Ennek a régi szállodának az alapjain építették fel a Draga szállót, melyet először Miramarnak, majd Mediterrannak neveztek.
A településnek 1857-ben 684, 1910-ben 442 lakosa volt. Az I. világháború után az Olasz Királyság szerezte meg ezt a területet, majd az olaszok háborúból kilépése után 1943-ban német megszállás alá került. 1945 után a területet Jugoszláviához csatolták, majd ennek széthullása után a független Horvátország része lett. 2011-ben a falunak 586, a községnek összesen 1536 lakosa volt. Lakói főként a turizmusból és halászatból élnek.

## Lakosság
| Lakosság változása | Lakosság változása | Lakosság változása | Lakosság változása | Lakosság változása | Lakosság változása | Lakosság változása | Lakosság változása | Lakosság változása | Lakosság változása | Lakosság változása | Lakosság változása | Lakosság változása | Lakosság változása | Lakosság változása | Lakosság változása |
| ------------------ | ------------------ | ------------------ | ------------------ | ------------------ | ------------------ | ------------------ | ------------------ | ------------------ | ------------------ | ------------------ | ------------------ | ------------------ | ------------------ | ------------------ | ------------------ |
| 1857               | 1869               | 1880               | 1890               | 1900               | 1910               | 1921               | 1931               | 1948               | 1953               | 1961               | 1971               | 1981               | 1991               | 2001               | 2011               |
| 684                | 603                | 519                | 363                | 428                | 442                | 618                | 586                | 294                | 348                | 416                | 456                | 498                | 472                | 439                | 586                |

## Nevezetességei
- A strandra vezető Lungomare sétány mentén található a Zágráb villa a település régi romantikus villáinak fennmaradt képviselője.
- A strand végében található az 1945. április 25-én itt kikötő, a települést felszabadító partizánegység emlékműve.
- A Draga- és Perun-szurdok régészeti övezete[5] Potoki, Podtrebišće, Trebišće és Jurčići településrészek között helyezkedik el. A terület barlangokban és barlangszerű képződményekben rendkívül gazdag, melyek közül a legfontosabbak Podosojna és Druška peć, valamint a Zijavica félbarlang. Trebišće falucska területe nemcsak régészeti, hanem kulturális érték is, mert kifejezetten az ószláv helynevekkel rendelkezik. A helynevek etimológiája szerint ez az a hely, ahol az ószláv áldozat részeként a szent tölgyet kivágták. Perun a zóna domináns csúcsa, amely  kerámialeletei és neve alapján feltételezhetően a Peruni-kultusz szakrális helye volt.